# Xanthoria parietina

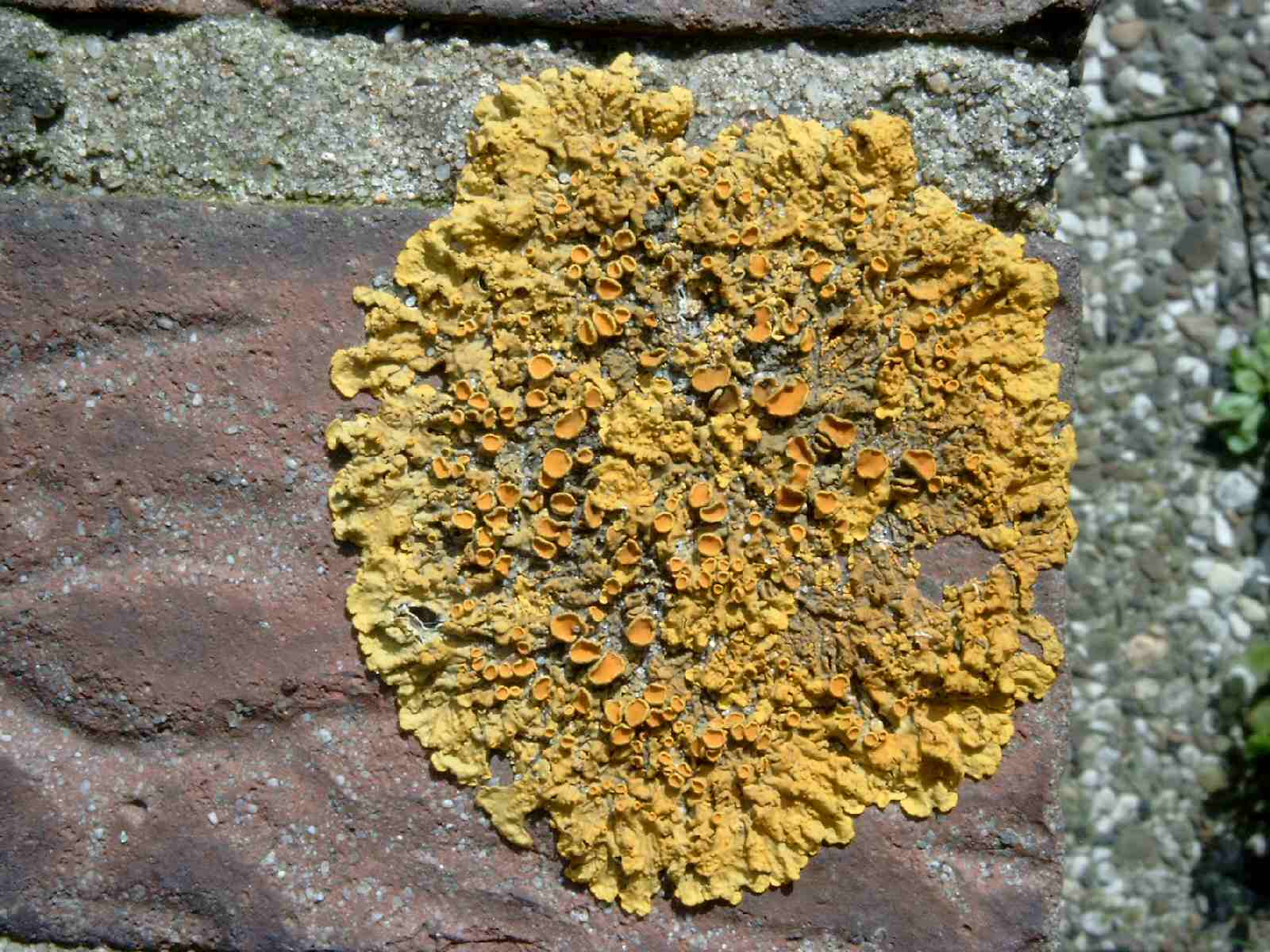
Xanthoria parietina

Xanthoria parietina (del grec "xanthos" [ros] i del llatí parietina [parets derruïdes]) és una espècie liquenitzada de fong ascomicot de l'ordre dels lecanorals (Lecanorales), família Teloschistaceae.
És un liquen foliaci que creix sobre una gran varietat de substrats, és de fàcil reconeixement i present a gran part del món. Ha estat escollit pel Joint Genome Institute (JGI) com a organisme model per estudiar-ne el genoma. Degut a la seva abundància, fàcil reconeixement i resistència a la pol·lució, ha estat un liquen molt emprat com a bioindicador de diversos tipus de contaminació atmosfèrica.

## Morfologia
Aquest liquen està format per un fong ascomicot (micobiont) i una alga del gènere Trebouixa (fotobiont). El seu tal·lus és de biotipus foliaci i normalment pot arribar fins als 10 cm de diàmetre. La cara superior del tal·lus és de color groc, taronja o verd groguenc segons l'exposició a la llum i la seva hidratació. En el tal·lus s'hi observen lòbuls arrodonits d'entre 3 i 6 mm d'ample, així com un nombre abundant d'apotecis prominents (lecanorins), amb el disc de color ataronjat o taronja. La cara inferior (la part adherida al substrat) és blanca, amb ricines esparses, simples, d'aquest mateix color. Normalment viu desenes d'anys.

## Ecologia
Aquest liquen es pot trobar sobre diferents substrats, com ara roques (epilític) o arbres (epífit), mostrant preferència per aquells rics en compostos nitrogenats. El podem trobar sobre molts foròfits (arbre on se situa el liquen) diferents. Es tracta d'una de les espècies més abundants arreu del món, ben coneguda i de senzilla determinació. Espècie cosmopolita, és la més abundant del seu gènere a Europa, on és present des de les zones boreals fins a la regió  mediterrània. Existeixen moltes citacions ibèriques i catalanes. Presenta una tolerància intermèdia a la pol·lució atmosfèrica, de manera que només és absent a les zones més contaminades (grans ciutats, zones properes a centrals tèrmiques o papereres).

## Usos
La seva àmplia distribució i la seva resistència intermèdia a la pol·lució han fet que sigui un dels líquens més emprats per fer estudis de deposició atmosfèrica de metalls pesants, especialment al sud d'Europa. A l'antiguitat, s'usava com a remei per la icterícia pel seu color groc. Avui en dia, s'ha observat que inhibeix la replicació del virus paragripal humà tipus 2.